# Микаелян, Вардкес Алексанович
Вардкес Алексанович Микаелян (арм. Վարդգես Ալեքսանի Միքայելյան; 1924—2005) — советский и армянский историк и главный редактор, доктор исторических наук, профессор, член-корреспондент АН АрмССР (1986), действительный член Академии наук Армении (1996).

## Биография
Родился 5 декабря 1924 года в Казанчи, Ширакской области, Армянской ССР.
С 1942 по 1945 год был участником Великой Отечественной войны в составе
Управления старшего морского начальника портов Руссе-Джурджу в звании лейтенанта административной службы.
В 1948 году окончил исторический факультет Ереванского государственного университета. С 1952 по 1955 год обучался в аспирантуре этого университета.
С 1955 года на научно-исследовательской работе в Институте истории АН АрмССР — НАН Армении в качестве научного сотрудника, с 1959 по 1972 год — старший научный сотрудник, с 1980 по 1992 год — заведующий отделом, с 1992 по 2005 год — руководитель научной группы этого института. Одновременно с научной занимался издательской работой: с 1955 по 1959 год — заведующий отделом журнала «Советакан Айастан». С 1972 по 1988 год — главный редактор журнала «Вестник общественных наук» и с 2000 по 2005 год — главный редактор «Историко-филологического журнала».
С 1973 по 1991 год одновременно с научно-редакторской занимался педагогической работой в Армянском государственном педагогическом институте в качестве преподавателя и профессора исторического факультета.

### Научно-педагогическая деятельность и вклад в науку
Основная научно-педагогическая деятельность В. А. Микаеляна была связана с вопросами в области истории, занимался исследованиями в области русско-армянских отношений, проблем геноцида армян, истории армянской деревни, Нагорного Карабаха и Крымских колоний.
В 1955 году защитил кандидатскую диссертацию по теме: «Положение крестьянства и революционные выступления крестьян в Армении в 1918—1920 гг.», в 1966 году защитил докторскую диссертацию на соискание учёной степени доктор исторических наук по теме: «История армянской колонии в Крыму». В 1978 году ему присвоено учёное звание профессор. В 1986 году он был избран член-корреспондентом АН АрмССР, в 1996 году — действительным членом НАН Армении. В. А. Микаеляном было написано более двухсот научных работ в том числе монографий.

## Основные труды
- Положение крестьянства и революционные выступления крестьян в Армении в 1918—1920 гг. — Ереван, 1955. — 271 с.
- История армянской колонии в Крыму / АН Арм. ССР. Ин-т истории. — Ереван : [б. и.], 1965. — 72 с.
- На крымской земле: История армянских поселений в Крыму. — Ереван : Айастан, 1974. — 210 с.
- История крымских армян / В. А. Микаелян. — Ереван : Айастан, 1989. — 419 с. ISBN 5-540-00052-8
- Нагорный Карабах в 1918—1923 гг. : сборник документов и материалов / Ин-т истории Акад. наук Армении, Гл. арх. упр. при СМ Республики Армения, Каф. истории армянского народа Ереванского гос. ун-та; отв. ред. В. А. Микаелян, сост.: В. А. Микаелян (рук.) [и др.]. — Ереван : Изд-во АН Армении, 1992. — XXXII, 755 с.
- Армянский вопрос и геноцид армян в Турции (1913—1919) : материалы Политического архива Министерства иностранных дел Кайзеровской Германии : сборник / Национальная академия наук Республики Армения, Международный гуманитарный фонд арменоведения им. Ц. П. Агаяна; составитель, ответственный редактор, автор предисловия, введения и примечаний доктор исторических наук, профессор Вардгес Микаелян; документы с немецкого перевели А. Саакян и В. Саруханов. — Ереван : Гитутюн, 1995. — 642 с. ISBN 5-8080-0334-2 : 1200 экз.
- Геноцид-преступление против человечества : материалы I Московского международного симпозиума, 18-19 апр. 1995 г.) / Международный гуманитарный фонд арменоведения им. Ц. П. Агаяна; отв. ред. В. А. Микаелян. — Москва : Междунар. гуманитар. фонд арменоведения, 1997. — 231 с. ISBN 5-7801-0049-7[3]

## Награды и звания
- Орден Отечественной войны II степени
- Медаль «За победу над Германией в Великой Отечественной войне 1941—1945 гг.»
- Медаль «За оборону Кавказа»
- Медаль «За освобождение Белграда»[1]